# Potelières
Potelières ist eine französische Gemeinde mit 368 Einwohnern (Stand 1. Januar 2022) im Département Gard der Region Okzitanien.

## Wirtschaft
In Potelières gibt es das Château de Potelières. Es wird als Hotel und Restaurant genutzt. Der Besitz des Hotels umfasst 130 Hektar.

## Demografie

### Bevölkerungsentwicklung
| Jahr      | 1962 | 1968 | 1975 | 1982 | 1990 | 1999 | 2008 | 2017 |
| Einwohner | 248  | 259  | 224  | 238  | 256  | 255  | 336  | 373  |

### Altersstruktur
22 Prozent der Bevölkerung sind 19 Jahre alt oder jünger. 13 Prozent der Bevölkerung sind 75 Jahre alt oder älter.